# Riachuelo (Rio Grande do Norte)
Riachuelo é um município brasileiro do estado do Rio Grande do Norte, localizado na mesorregião do Agreste Potiguar. De acordo com estimativa realizado pelo Instituto Brasileiro de Geografia e Estatística em 2024, sua população é de 7.627 habitantes. Área territorial de 262 km².